# Margarete Hielscher
Margarete Hielscher (12 septembre 1899 à Arnsdorf - 13 avril 1985 à Stadtroda) est une médecin allemande impliquée dans des crimes nazis dans le cadre de "l'euthanasie des enfants". 

## Participation aux crimes
Margarete Hielscher participe en 1930 à une ségrégation des personnes handicapées mentales, qu'elle décrit comme possédant une "infériorité héréditaire". Pendant la Seconde Guerre mondiale, elle dirige la clinique hospitalière Gerhard Kloos - appelé par euphémisme "Département des enfants" - aux hôpitaux publics de Thuringe Stadtroda, qui est alors affilié au département de psychiatrie pour jeunes; parmi les enfants qui y étaient admis, au moins 72 sont morts par privation de nourriture ou par injection létale.